# Enzo Della Santa
Enzo Della Santa (Venezia, 19 luglio 1928) è un regista italiano.

## Biografia
Regista e sceneggiatore veneziano, dopo avere girato diversi documentari, Della Santa scrive e dirige tre lungometraggi:
- I bambini ci amano, 1954;
- Honey degli uomini perduti, 1955;
- Il cielo piange, 1962,